# Magnitude AB
Le système de magnitude AB est un système de magnitude astronomique. Contrairement à d'autres systèmes de magnitude, il est construit sur des mesures de flux étalonnées en unités absolues, pour être précis sur la densité spectrale de flux.

## Définition
La magnitude AB monochromatique est définie comme étant le logarithme de la densité spectrale de flux, affecté du facteur habituel utilisé pour les magnitudes en astronomie (-2,5 si on prend un logarithme décimal) et avec un point zéro correspondant à 3631 janskys, où 1 jansky est égal à 10-26 watts, par hertz et par mètre carré ou 10-23 erg par seconde, par hertz et par centimètre carré. En notant fν la densité spectrale de flux à la fréquence ν qui nous intéresse, la magnitude AB monochromatique correspondante est :
{\displaystyle m_{\text{AB}}=-{\frac {5}{2}}\log _{10}\left({\frac {f_{\nu }}{3631{\text{ Jy}}}}\right),}
soit approximativement :
{\displaystyle m_{\text{AB}}=-{\frac {5}{2}}\log _{10}\left({\frac {f_{\nu }}{\text{Jy}}}\right)+8,90}
{\displaystyle m_{\text{AB}}=-{\frac {5}{2}}\log _{10}\left({\frac {f_{\nu }}{{\text{W}}\cdot {\text{m}}^{-2}\cdot {\text{Hz}}^{-1}}}\right)-56,10}
{\displaystyle m_{\text{AB}}=-{\frac {5}{2}}\log _{10}\left({\frac {f_{\nu }}{{\text{erg}}\cdot {\text{s}}^{-1}\cdot {\text{cm}}^{-2}\cdot {\text{Hz}}^{-1}}}\right)-48,60}
En pratique, les mesures se font toujours dans un intervalle continu de longueurs d'onde. La magnitude AB d'une bande passante est alors définie de telle façon que le point zéro corresponde à une densité spectrale de flux moyenne sur la bande passante de 3631 janskys :
{\displaystyle m_{\text{AB}}\approx -2.5\log _{10}\left({\frac {\int f_{\nu }{(h\nu )}^{-1}e(\nu )\,\mathrm {d} \nu }{\int 3\,631{\text{ Jy}}\,{(h\nu )}^{-1}e(\nu )\,\mathrm {d} \nu }}\right),}
où e(ν) est la fonction de réponse du filtre d'égale énergie et où le terme (hν)−1 suppose que le détecteur est un compteur de photons tel qu'un capteur CCD ou un photomultiplicateur.
La réponse des filtres est parfois exprimée sous forme d'efficacité quantique, c'est-à-dire en termes de leur réponse par photon plutôt que par unité d'énergie. Dans ce cas, cela veut dire que le terme (hν)−1 est déjà compris dans la définition de e(ν) et ne doit donc pas être répété dans la formule.